# 629. pehotni polk (Wehrmacht)
Za druge 629. polke glejte 629. polk.
629. pehotni polk (izvirno nemško Infanterie-Regiment 629) je bil eden izmed pehotnih polkov v sestavi redne nemške kopenske vojske med drugo svetovno vojno.

## Zgodovina
Polk je bil ustanovljen 15. februarja 1940 v WK XXI (Posen) za Oberrhein iz 138. strojničnega polka ter dodeljen 556. pehotni diviziji.
Zaradi hitrega zaključka francoske kampanje je bil polk 13. avgusta 1940 razpuščen; bataljoni so bili reorganizirani v samostojne Heimatwach bataljone.